# Yu Fengtong
Yu Fengtong (en chino: 于鳳桐; Yichun, 15 de diciembre de 1984) es un deportista chino que compitió en patinaje de velocidad sobre hielo.
Ganó una medalla de bronce en el Campeonato Mundial de Patinaje de Velocidad sobre Hielo en Distancia Individual de 2009, en la prueba de 500 m. Participó en tres Juegos Olímpicos de Invierno, entre los años 2002 y Vancouver 2010, ocupando el quinto lugar en Turín 2006 y el séptimo en Vancouver 2010, en la misma prueba.

## Palmarés internacional
| Campeonato Mundial en Distancia Individual | Campeonato Mundial en Distancia Individual | Campeonato Mundial en Distancia Individual | Campeonato Mundial en Distancia Individual |
| Año                                        | Lugar                                      | Medalla                                    | Prueba                                     |
| ------------------------------------------ | ------------------------------------------ | ------------------------------------------ | ------------------------------------------ |
| 2009                                       | Richmond (Canadá)                          | Medalla de bronce                          | 500 m                                      |